# Grandjeanobates laticlava
Grandjeanobates laticlava är en kvalsterart som först beskrevs av Hammer 1961.  Grandjeanobates laticlava ingår i släktet Grandjeanobates och familjen Scheloribatidae. Inga underarter finns listade i Catalogue of Life.